# Паничени (Клуж)
Паничени (рум. Păniceni) насеље је у Румунији у округу Клуж у општини Капушу Маре. Oпштина се налази на надморској висини од 641 m.

## Становништво
Према подацима из 2002. године у насељу је живело 328 становника, од којих су сви румунске националности.